# Fehértorkú álszajkó
A fehértorkú álszajkó (Garrulax albogularis) a madarak osztályának verébalakúak (Passeriformes) rendjébe és a Leiothrichidae családjába tartozó faj.

## Rendszerezése
A fajt John Gould angol ornitológus írta le 1831-ben, az Ianthocincla nembe Ianthocincla albogularis néven. Egyes szervezetek a Pterorhinus nembe sorolják Pterorhinus albogularis néven.

## Alfajai
- Garrulax albogularis albogularis (Gould, 1836)
- Garrulax albogularis eous Riley, 1930
- Garrulax albogularis whistleri E. C. S. Baker, 1921[1]

## Előfordulása
Dél- és Délkelet-Ázsiában, Bhután, Kína, India, Nepál, Pakisztán és Vietnám területén honos. Természetes élőhelyei a szubtrópusi vagy trópusi síkvidéki és hegyi esőerdők és cserjések, valamint legelők. Állandó, nem vonuló faj.

## Megjelenése
Átlagos testhossza 31 centiméter, testtömege 78-114 gramm.

## Életmódja
Főleg rovarokkal táplálkozik, tenyésztési időszakban bogyókat és vetőmagokat is fogyaszt.